# Вольта (річка)
Вольта — річка у Західній Африці в Гані і Буркіна-Фасо. Утворюється злиттям річок Чорна Вольта (Могун) і Біла Вольта (Накамбе). Довжина (разом з Чорною Вольтою) — 1600 км, площа басейну — близько 400 тис. км², середні витрати води — 1210 м³/с.
Обидва витоки Вольти беруть початок на рівнинних плато у Буркіна-Фасо і сполучаються на північному сході Гани, після чого річка тече на південь, прорізає гірське пасмо Аквапім і впадає у гвінейську затоку поблизу міста Ада. Найбільшими притоками є річки Афрам і Оті.
Найвищий рівень води в річці спостерігається у вересні-жовтні, найнижчий — у лютому-березні.
Назву річки дали португальці, яким була добре відомою нижня течія річки. У перекладі слово «Вольта» означає поворот.
Після побудови в 1965 році дамби Акосомбо на річці утворилось одне з найбільших у світі штучних озер — озеро Вольта, що простягається від дамби і до міста Япеї за 400 км на північ.